# Napoleon (monedă)

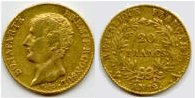
„Bonaparte Premier Consul”, 1803 (avers și revers),
gravor: Pierre-Joseph Tiolier

Un napoleon reprezintă denumirea dată monedei de 20 de franci aur, conținând 5,80644 grame de aur pur. Moneda, creată de Bonaparte Prim Consul în 1803, a ieșit din uz în 1914.
Această monedă poartă efigia Împăratului și are aceeași valoare ca și ludovicul, care îl reprezintă pe Ludovic al XIV-lea. Moneda a rămas în circulație până la Primul Război Mondial.
Prin extensie, denumirea de napoleon, adesea prescurtată nap, se aplică astăzi tuturor monedelor franceze de 20 de franci din aur. Aceste piese monetare au fost cotate la Bursa din Paris, până în iunie 2004. De atunci, cotele sunt făcute de societăți private și sunt variabile, de la o societate la alta. 
Starea de conservare a monedelor joacă un rol puternic la negocierea prețului lor, de aici rezultă importanța protejării pieselor în poșete / rame de hârtie (carton) individuale, sau, și mai bine, în capsule de metacrilat transparent.

## Lista emisiunilor monetare de 20 de franci aur francezi
Toate aceste piese monetare au titlul de 900‰ aur, au o masă de 6,45 grame și un diametru de 21 mm.
|                                            | Anii              | Tiraj                 | Legendă avers                       | Legendă revers               | Margine                              | Gravor                   | Note                                                                                                  |
| ------------------------------------------ | ----------------- | --------------------- | ----------------------------------- | ---------------------------- | ------------------------------------ | ------------------------ | --- |
| Napoleon Bonaparte consul                  | An XI la An XII   | 1 046 506 exemplare   | «Bonaparte premier consul»          | «République Française»       | «Dieu protège la France»             | Pierre-Joseph Tiolier    | Piesă rară pentru An XI                                                                               |
| Napoleon                                   | An XII            | 428 143 exemplare     | «Napoléon Empereur»                 | «République Française»       | «Dieu protège la France»             | Pierre-Joseph Tiolier    | Legenda «NAPOLEON EMPEREUR» nu este deasupra capului                                                  |
| Napoleon                                   | An XIII și An XIV | 673 878 exemplare     | «Napoléon Empereur»                 | «République Française»       | «Dieu protège la France»             | Pierre-Joseph Tiolier    | Piesă foarte rară, chiar de negăsit                                                                   |
| Napoleon                                   | 1806              | 996 367 exemplare     | «Napoléon Empereur»                 | «République Française»       | «Dieu protège la France»             | Pierre-Joseph Tiolier    | |
| Napoleon                                   | 1807              | 594 332 exemplare     | «Napoléon Empereur»                 | «République Française»       | «Dieu protège la France»             | Pierre Joseph Tiolier    | |
| Napoleon                                   | 1807 la 1808      | 1 725 753 exemplare   | «Napoléon Empereur»                 | «République Française»       | «Dieu protège la France»             | Pierre-Joseph Tiolier    | Cap laureat -                                                                                         |
| Napoleon                                   | 1809 la 1815      | 14 283 710 exemplare  | «Napoléon Empereur»                 | «Empire Français»            | «Dieu protège la France»             | Pierre-Joseph Tiolier    | Cap laureat – Piesă destul de rară pentru Cele o sută de zile (emitere din 1 aprilie la 4 iulie 1815) |
| Ludovic al XVIII-lea                       | 1814 la 1815      | 5 634 709 exemplare   | «Louis XVIII Roi de France»         | «Pièce de 20 Francs»         | «DOMINE SALVUM FAC REGEM»            | Auguste François Michaut | Bust îmbrăcat – Unele piese (871.581) au fost bătute la Londra și sunt destul de rare                 |
| Ludovic al XVIII-lea                       | 1824 la 1826      | 12 733 226 exemplare  | «Louis XVIII Roi de France»         | «Pièce de 20 Francs»         | «DOMINE SALVUM FAC REGEM»            | Auguste François Michaut | Bust gol                                                                                              |
| Carol al X-lea (primul tip)                | 1825 la 1826      | 771 932 exemplare     | «Charles X Roi de France»           |                              | «DOMINE SALVUM FAC REGEM»            | Auguste François Michaut | Semnătură fină                                                                                        |
| Carol al X-lea (al doilea tip)             | 1827 la 1830      | 919 535 exemplare     | «Charles X Roi de France»           |                              | «DOMINE SALVUM FAC REGEM»            | Auguste François Michaut | Semnătură groasă                                                                                      |
| Ludovic-Filip (primul tip)                 | 1830 la 1831      | 2 371 848 exemplare   | «Louis Philippe I Roi des Français» | «20 francs»                  | «Dieu protège la France»             | Nicolas Pierre Tiolier   | Margine adâncă                                                                                        |
| Ludovic-Filip (al doilea tip)              | 1830 la 1831      | inclus                | «Louis Philippe I Roi des Français» | «20 francs»                  | «Dieu protège la France»             | Nicolas Pierre Tiolier   | Margine în relief                                                                                     |
| Ludovic-Filip                              | 1832 la 1848      | 6 761 231 exemplare   | «Louis Philippe I Roi des Français» | «20 francs»                  | «Dieu * protège la France»           | Joseph François Domard   | |
| Geniul celei de-A Doua Republici Franceze  | 1848 la 1849      | 2 843 007 exemplare   | «République Française»              | «Liberté Égalité Fraternité» | «*** Dieu * protège la France»       | Atelier de gravură       | |
| Ceres (a Doua Republică Franceză)          | 1849 la 1851      | 17 293 983 exemplare  | «République Française»              | «Liberté Égalité Fraternité» | «*** Dieu * protège la France»       | Louis Merley             | |
| Louis Napoleon Bonaparte                   | 1852              | 9 857 428 ex          | «Louis-Napoléon Bonaparte»          | «République Française»       | «***** Dieu * protège * la * France» | Jean Jacques Barre       | |
| Napoleon al III-lea                        | 1853 la 1860      | 146 557 145 exemplare | «Napoléon III Empereur»             | «Empire Français»            | «***** Dieu * protège * la * France» | Jean Jacques Barre       | cap gol                                                                                               |
| Napoleon al III-lea                        | 1861 la 1870      | 85 344 950 exemplare  | «Napoléon III Empereur»             | «Empire Français»            | «***** Dieu * protège * la * France» | Jean Jacques Barre       | cap laureat                                                                                           |
| Geniul celei de-A Treia Republici Franceze | 1871 la 1898      | 86 101 594 exemplare  | «République Française»              | «Liberté Égalité Fraternité» | «*** Dieu protège la France»         | Atelier de gravură       | |
| 20 francs Cocoș                            | 1898 la 1914      | 117 448 888 exemplare | «République Française»              | «Liberté Égalité Fraternité» | vezi notele                          | Jules Clément Chaplain   | Marginea 1 : *++* DIEU *+ PROTEGE+* LA FRANCE Marginea 2 : *++* LIBERTE +* EGALITE +* FRATERNITE      |

## Mărci ale atelierelor monetare franceze din timpul lui Napoleon I
| Literă | Loc        | Literă    | Loc         | Literă        | Loc      |
| ------ | ---------- | --------- | ----------- | ------------- | -------- |
| A      | Paris      | AA        | Metz        | B             | Rouen    |
| BB     | Strasbourg | CL        | Genova      | D             | Lyon     |
| G      | Geneva     | H         | La Rochelle | I             | Limoges  |
| K      | Bordeaux   | L         | Bayonne     | M             | Toulouse |
| M/A    | Marseille  | Q         | Perpignan   | R             | Orléans  |
| T      | Nantes     | W         | Lille       | pește (biban) | Utrecht  |
| U      | Torino     | coroană/R | Roma        | R             | Londra   |

## Galerie de imagini
- Un napoleon din 1803
- Piesă de 20 francs din 1857
- Piesă de 20 francs din 1907
- Un napoleon din 1909, cap (Marianne)
- Un napoleon din 1909, Cocoș (pajură)